# Wincanton Classic
La Wincanton Classic, també coneguda com a Leeds International Classic i Rochester International Classic, fou una cursa ciclista que es disputà a Anglaterra i que formà part de la Copa del Món de ciclisme.
La primera edició es disputà el 1989 a Newcastle, però va ser traslladada a Brighton el 1990 i 1991. L'any següent es traslladà a Leeds, i va ser coneguda com a Leeds International Classic entre 1994 i 1996. La darrera edició es disputà a Rochester com a Rochester International Classic. El 1998 fou substituïda a la Copa del Món de ciclisme per la HEW Cyclassics.

## Palmarès
| Any  | Vencedor            | Segon               | Tercer             |
| ---- | ------------------- | ------------------- | ------------------ |
| 1989 | Frans Maassen       | Maurizio Fondriest  | Sean Kelly         |
| 1990 | Gianni Bugno        | Sean Kelly          | Rudy Dhaenens      |
| 1991 | Eric van Lancker    | Rolf Golz           | Jan Goessens       |
| 1992 | Massimo Ghirotto    | Laurent Jalabert    | Bruno Cenghialta   |
| 1993 | Alberto Volpi       | Jesper Skibby       | Maurizio Fondriest |
| 1994 | Gianluca Bortolami  | Viatxeslav Iekímov  | Bo Hamburger       |
| 1995 | Maximilian Sciandri | Roberto Caruso      | Alberto Elli       |
| 1996 | Andrea Ferrigato    | Maximilian Sciandri | Johan Museeuw      |
| 1997 | Andrea Tafi         | Andrea Ferrigato    | Gianluca Bortolami |